# Pseudochazara birgitae
Pseudochazara birgitae är en fjärilsart som beskrevs av Kocak 1978. Pseudochazara birgitae ingår i släktet Pseudochazara och familjen praktfjärilar. Inga underarter finns listade i Catalogue of Life.